# ¡Histeria!
¡Histeria! (título original: Histeria!) es una serie de dibujos animados de Estados Unidos, que se creó en 1998, y fue creada por el caricaturista Tom Ruegger, y producida por Warner Bros. Animation. La serie duró de 1998, hasta el 2000 (aunque todos los capítulos realizados ya se habían emitido a finales de 1999), con un total de 52 episodios, aunque en un principio se habían pensado 65.
Esta serie fue poco conocida por el público, ya que no se promocionó mucho, sin embargo tuvo éxito.[cita requerida] Esta serie animada era cómica, y en cada episodio los personajes estaban en algún hecho histórico importante del mundo o los Estados Unidos, como la firma de la declaración de independencia.
Fue transmitida por The WB en su bloque de programación Kids' WB!, y en Latinoamérica se transmitió únicamente por el canal Warner Channel. El humor de la serie contenía parodias a la cultura popular, a las celebridades, por supuesto a los distintos hechos históricos y los personajes de estos; así como también había chistes de doble sentido, payasadas y violencia animada, lo que le daba un gran parecido con Animaniacs, otra serie animada creada por Tom Ruegger.

## Contexto
El programa consistía en que en cada episodio se representaría algún hecho de la historia de los Estados Unidos. El programa lo presentaba de forma cómica, y a veces infantil, aunque a veces en forma de una crítica intelectual, pero siempre presentando datos reales y concretos. Los personajes de la serie usualmente no sabían mucho sobre historia, y siempre estaban allí tratando de aprender un poco. El programa estaba dividido en varios episodios cortos, que entre todos sumaban los 22 minutos que duraba todo el programa aproximadamente. Usualmente el tema principal eran los presidentes.

## Personajes
Era un programa que contaba con una gran variedad de personajes. La mayoría de ellos eran niños que sabían poco sobre historia y trataban de aprender.
- Bebé Barriga: Era un bebe de forma ovalada y que constantemente tenía los pañales sucios, tira gases y eructa, por lo que a muchos les parece asqueroso. Bebe Barriga usualmente se mete en líos, pero al final los perjudicados siempre son las celebridades y no él. De vez en cuando, aparece con una banda el año en que sucede el capítulo.
- Froggo: Es uno de los personajes principales. Es un niño con una gorra al revés que habla como pandillero y que sabe poco de historia, por lo que siempre pregunta cosas que a veces son incoherentes.
- Tostado: Es un adolescente muy parecido a Froggo. Tiene una gorra al revés y no sabe mucho de la historia de Estados Unidos, por lo cual también resulta preguntando incoherencias.
- Doña Milenaria: Es la mujer más vieja del mundo. Según el programa, ha estado presente en todos los hechos importantes de la historia.
- Desinformada: Es una mujer adulta aunque joven. Hace el papel de ser la maestra de los niños de Histeria, llevándolos por los distintos hechos históricos en forma de excursión. A pesar de esto, es la más ignorante de todos, y a cada pregunta responde con un juego de palabras, o dice que es una pregunta muy obvia como para responderla.
- Chillón Reilones: Es un niño que habla gritando y arma escándalos cuando algo le desagrada.
- Aka Pella: Es una niña afrodescendiente que forma parte de los personajes principales. Le gusta cantar y cuidar a Bebe Barriga.
- Pimentosa: Es una alocada y risueña adolescente que es fanática a las celebridades de Hollywood. Ella siempre le pide autógrafos a los personajes históricos confundiéndolos con algún artista famoso.
- Bob Fortuna: Es un niño rubio que prácticamente solo dice incoherencias. Casualmente se mete el dedo en la nariz, y además estornuda solo dinero.
- Beneficencia: Es una niña rubia muy Hermosa, que constantemente no hablaba y podría decirse que ella y chillon reilones, tenían una relación amorosa.

## Cancelación
La serie fue cancelada en noviembre de 1998 debido a que a los productores se les acabó el dinero (ni siquiera alcanzó para hacer todos los primeros 65 capítulos planeados por lo que solo se hicieron 52). Además la serie no tuvo el éxito esperado, sobre todo tras la llegada del anime de Pokémon a Kids' WB! en febrero de 1999. Así, para septiembre de 1999, la serie era emitida de lunes a viernes por las mañanas en Kids WB como "relleno" para cumplir con el mandato E/I, el que indica que todas las estaciones de TV de EE. UU. deben emitir al menos 3 horas semanales de programación infantil educativa y/o informativa. La serie fue sacada de Kids' WB! en 2001 cuando dicho bloque dejó de transmitirse en las mañanas de lunes a viernes.
Luego de ser cancelada, se repitió durante un breve tiempo en Warner Channel y Cartoon Network (Reino Unido e Irlanda). Y en Chile fue transmitida por Mega, La Red y Telecanal.